# Jardín Botánico de Callunes
El Jardín Botánico de Callunas o, en francés, Jardins de Callunes es un parque paisajista y jardín botánico que se encuentra situado a 550 metros de altitud en Ban-de-Sapt, en el departamento de los Vosgos (Francia).
Las plantas ornamentales rústicas son las más numerosas, con las Callunas y otros brezos a la cabeza.

## Localización
Jardins de Callunes 5, Chemin de la Prelle, Ban-de-Sapt, Vosges, Lorraine,  France-Francia.
Planos y vistas satelitales:48°20′24.72″N 7°0′52.56″E / 48.3402000, 7.0146000
Se cobra una tarifa de entrada.

## Historia
La creación del parque se decidió en 1989. Su construcción se situó en un vertedero que utilizaba una cavidad de una antigua cantera de grés. En los terrenos también permanece una antigua trinchera de la Segunda Guerra Mundial. 

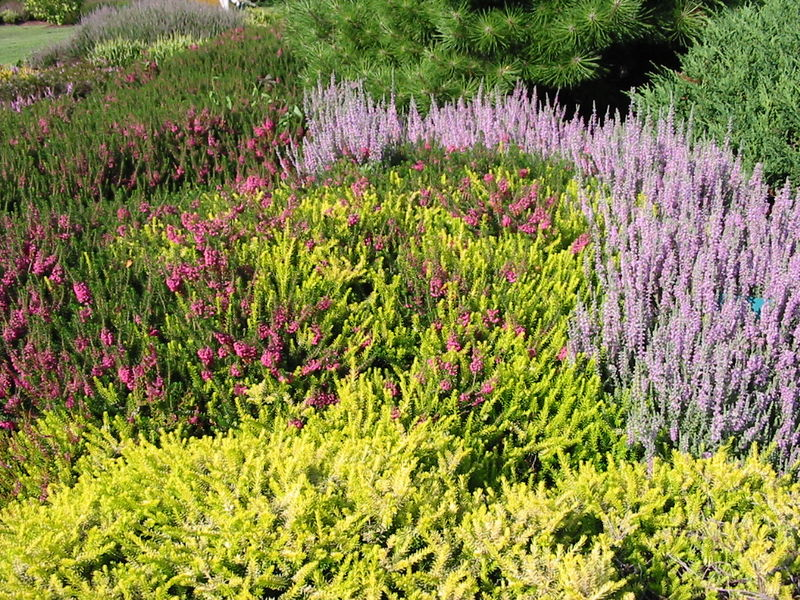
Ericaceae en flor.

El pinar se ha ido formando desde el año 1994, y 4000 m³ de tierra vegetal y 900 toneladas de rocas se han transportado al terreno donde se creó el parque.
Se abrió al público el 2 de junio de 1996. 
Desde el primer año, el parque registra una afluencia de 6000 visitantes y se le ha otorgado el primer premio de los jardines de Lorena. En 2001, la afluencia de visitantes llegó a los 14000.

## Colecciones
- El Pinar: rhododendrons y azaleas se encuentran situadas a la sombra de los pinos silvestres.
- El jardín de brezos: 250 variedades de Ericaceae forman un mosaico de colores.
- El jardín de vivaces: 180 variedades dispuestas en islotes en 3000 m².
- La trinchera florida: arbustos, plantas de rocalla, coníferas enanas alegran una trinchera que data del 1915.
- La meseta: abedules y pinos, hortensias, Viburnum, cornejos...
- El arroyo y el pequeño lago de montaña: con plantas de zonas húmedas o de turbera.
- La gran rocalla: rhododendron, phlox, saxifragas...
- Las canteras: los pequeños hoyos de grés rosa cobijan clavellinas enanas, plantas aromáticas y peonías arbustivas.